# Paradorippe cathayana
Paradorippe cathayana is een krabbensoort uit de familie van de Dorippidae. De wetenschappelijke naam van de soort is voor het eerst geldig gepubliceerd in 1986 door Manning & Holthuis.